# Extraños en la noche (episodio de ALF)
Extraños en la noche (Strangers in the Night, en inglés) es el segundo capítulo de la primera temporada de la serie ALF. Donde ALF realiza travesuras mientras Brian es cuidado por la Sra. Ochmonek.

## Sinopsis
Los Tanner se ausentan de su casa, y quieren que la Sra. Ochmonek cuide a Brian. A ALF no le gusta la idea porque justo esa noche van a pasar la película clásica de terror Psicosis, y la Sra. Ochmonek en la casa era un impedimento. Desafortunadamente Raquel también ve esa película y sumado que esa noche ocurren todo tipo de cosas extrañas, termina asustando mucho a Raquel.
Luego, en la habitación de Kate y Willie, ALF ordena una pizza y la recibe la Sra. Ochmonek cuando llama a Trevor para contarle, se la come él. ALF se pone un vestido de Kate y espera acostado en la cama de Willie cuando un ladrón entra en la casa y, creyendo que es un muñeco roba varias cosas y entonces habla ALF y lo asusta hasta que se escapa. Cuando Willie y Kate llegan ven todo lo robado y luego arrestan al hombre que robó, quien alega haber sido atacado por un monstruo con vestido azul y una gran nariz, aunque pasa la Sra. Ochomenk y cuando la policía la ve dice que al menos no puede alegar demencia, creyendo que Raquel era el monstruo de quien el ladrón hablaba por llevar el mismo color de vestido y poseer una nariz algo grande...